# San Benedetto Ullano
San Benedetto Ullano é uma comuna italiana da região da Calábria, província de Cosenza, com cerca de 1.644 habitantes. Estende-se por uma área de 19 km², tendo uma densidade populacional de 87 hab/km². Faz fronteira com Fuscaldo, Lattarico, Montalto Uffugo.

## Demografia
| Variação demográfica do município entre 1861 e 2011                               |
|                                                                                   |
| Fonte: Istituto Nazionale di Statistica (ISTAT) - Elaboração gráfica da Wikipedia |